# Marc Hamilton
Marc Hamilton (Matane, 2 februari 1944 - Saint-Jérôme, 17 februari 2022) was een Canadees zanger.

## Levensloop en carrière
Hamilton werd geboren in de provincie Quebec in Canada. In 1970 scoorde Hamilton zijn grootste hit. Het Franstalige chanson Comme j'ai toujours envie d'aimer stond in 92 landen in de hitlijsten. Hij verkocht 8 miljoen exemplaren van de single. Na deze single scoorde Hamilton geen internationale successen meer. In de latere jaren van zijn carrière is hij zich gaan toeleggen op het zingen van covers, zoals de liedjes van Charles Aznavour. Hamilton belandde in een coma na een besmetting met COVID-19. Op 17 februari 2022 overleed hij in het ziekenhuis van Saint-Jérôme. Hij werd 78 jaar oud.

## Discografie
| Single met hitnotering(en) in de Vlaamse Ultratop 50 | Datum van verschijnen | Datum van binnenkomst | Hoogste positie | Aantal weken | Opmerkingen          |
| ---------------------------------------------------- | --------------------- | --------------------- | --------------- | ------------ | -------------------- |
| Comme j'ai toujours envie d'aimer                    | 1970                  | 26-09-1970            | 1               | 17           | in de Radio 2 Top 30 |

| Single met eventuele hitnotering(en) in de Nederlandse Top 40 | Datum van verschijnen | Datum van binnenkomst | Hoogste positie | Aantal weken | Opmerkingen                  |
| ------------------------------------------------------------- | --------------------- | --------------------- | --------------- | ------------ | ---------------------------- |
| Comme j'ai toujours envie d'aimer                             | 1970                  | 21-11-1970            | 12              | 11           | #14 in de Hilversum 3 Top 30 |

- Bibliothèque nationale de France: cb14449887h (data)
- Gemeinsame Normdatei: 132700417
- International Standard Name Identifier: 0000 0000 7250 5770
- Library of Congress Control Number: no2006036784
- MusicBrainz: 60b2fbef-35b1-4c3b-a7fe-967d5e95ba43
- Système universitaire de documentation: 084289198
- Virtual International Authority File: 42061786
- WorldCat: E39PBJfcKPH6Mw83dXBctRRqcP